# Rind (Armenien)
Rind är en ort i Armenien.   Den ligger i provinsen Vajots Dzor, i den centrala delen av landet, 70 kilometer sydost om huvudstaden Jerevan. Rind ligger 1 223 meter över havet och antalet invånare är 1 368.
Terrängen runt Rind är kuperad åt nordväst, men åt sydost är den bergig. Närmaste större samhälle är Yeghegnadzor, 13,2 kilometer öster om Rind. 
Trakten runt Rind består i huvudsak av gräsmarker. Runt Rind är det ganska glesbefolkat, med 28 invånare per kvadratkilometer.